# Strang (Nebraska)
Strang es una villa ubicada en el condado de Fillmore en el estado estadounidense de Nebraska. En el Censo de 2010 tenía una población de 29 habitantes y una densidad poblacional de 90,3 personas por km².

## Geografía
Strang se encuentra ubicada en las coordenadas 40°24′54″N 97°35′14″O / 40.41500, -97.58722. Según la Oficina del Censo de los Estados Unidos, Strang tiene una superficie total de 0.32 km², de la cual 0.32 km² corresponden a tierra firme y (0%) 0 km² es agua.

## Demografía
Según el censo de 2010, había 29 personas residiendo en Strang. La densidad de población era de 90,3 hab./km². De los 29 habitantes, Strang estaba compuesto por el 100% blancos, el 0% eran afroamericanos, el 0% eran amerindios, el 0% eran asiáticos, el 0% eran isleños del Pacífico, el 0% eran de otras razas y el 0% pertenecían a dos o más razas. Del total de la población el 0% eran hispanos o latinos de cualquier raza.